# الطاقة في العراق
الطاقة في العراق

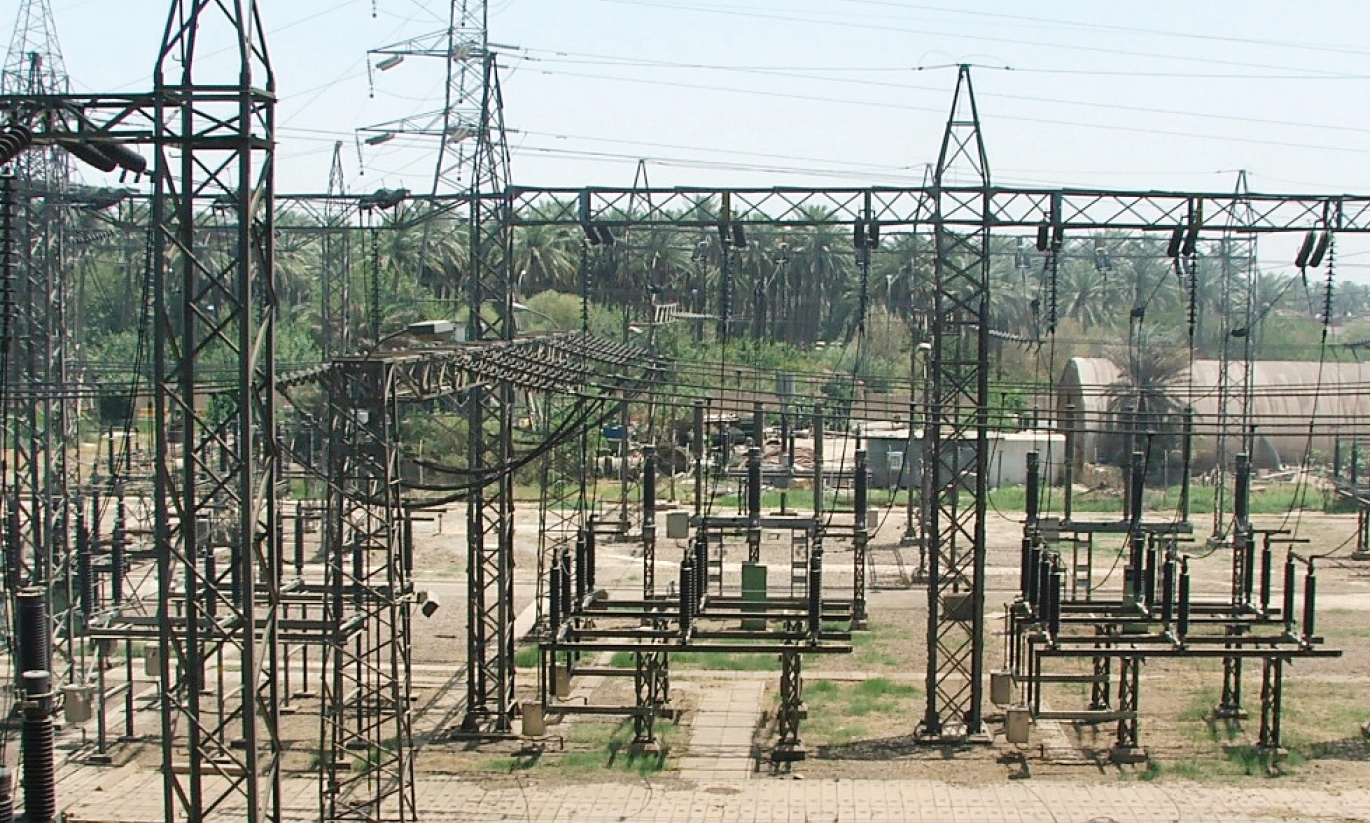
محطة تحويل كهربائية بالعراق في سنة 2007م

تشمل الطاقة في العراق إنتاج ونقل وتوزيع الطاقة الكهربائية في العراق بكافة مفاصلها كذلك استكشاف وحفر ونقل وتصدير النفط الخام والغاز الطبيعي وباقي الثروات المعدنية.

## نظرة عامة
| الطاقة في العراق                                               | الطاقة في العراق | الطاقة في العراق | الطاقة في العراق | الطاقة في العراق | الطاقة في العراق | الطاقة في العراق |
|                                                                | عدد السكان       | طاقة أولية       | الإنتاج          | تصدير            | الكهرباء         | انبعاثات CO2     |
|                                                                | مليون            | كيلوواط ساعي     | كيلوواط ساعي     | كيلوواط ساعي     | كيلوواط ساعي     | Mt               |
| -------------------------------------------------------------- | ---------------- | ---------------- | ---------------- | ---------------- | ---------------- | ---------------- |
| 2004                                                           | 25.4             | 346              | 1,203            | 851              | 31.6             | 81.2             |
| 2007                                                           | 27.5             | 385              | 1,219            | 824              | 32.3             | 91.5             |
| 2008                                                           | 28.2             | 395              | 1,369            | 966              | 35.8             | 97.4             |
| 2009                                                           | 29.0             | 374              | 1,391            | 1,009            | 33.2             | 98.8             |
| 2010                                                           | 32.32            | 440              | 1,466            | 1,017            | 37.9             | 104.5            |
| 2012                                                           | 32.96            | 468              | 1,652            | 1,172            | 42.6             | 108.3            |
| 2012R                                                          | 32.58            | 524              | 1,804            | 1,275            | 48.3             | 119.0            |
| 2013                                                           | 33.42            | 582              | 1,833            | 1,249            | 60.7             | 137.9            |
| التغيير 2004–2010                                              | 27%              | 27%              | 22%              | 20%              | 20%              | 29%              |
| Mtoe = 11.63 كيلوواط ساعي، Prim. energy includes energy losses |                  |                  |                  |                  |                  |                  |

## إنتاج النفط
وكان العراق أكبر مصدر النفط الخام بواقع 88 مليون طن في 2008.
```
يوفر تصدير النفط الخام حوالي 85 ٪ من دخل الحكومة. تعتبر احتياطيات النفط العراقية هي ثالث أكبر في العالم بعد السعودية وإيران. في عام 2009 كان هدف الحكومة زيادة إنتاج النفط من 2.5 مليون برميل إلى سبعة ملايين برميل يوميا في غضون ست سنوات. في يونيو 2009 تم بيع حقوق إنتاج النفط من حقل نفط الرميلة لشركة بريتيش بتروليوم وشركة البترول الوطنية الصينية لمدة العقد 20 عاما. وتقدر الاستثمارات ب 1-20 $. احتياطيات الحقل 16998000000 برميل. في أكتوبر 2009 كان قدرة حقل الرميلة 1.1 مليون برميل في اليوم الواحد (برميل يوميا). وكان إنتاج العراق النفطي 2.4 مليون برميل يوميا.
```

حدث المزاد الثاني في ديسمبر 2009. باع العراق حقوق سبعة حقول نفطية لمدة 20 سنة مع زيادة إنتاج النفط إلى 4.7 مليون برميل يوميا في المستقبل. سوف تحصل عليها من شركات إنتاج 1 دولار إلى 5,5 $ للبرميل الواحد المنتجة:
- حقل غرب القرنة النفطي 13000000 برميل: لوك أويل 85 ٪ و15 ٪ شتات
- مجنون النفطي حقول النفط برميل 13000000 : شل وبتروناس
- حلفايا الميدانية: CNPC (بتروناس / المجموع)
- Qaiyarah والنجمة الميدان: سونانجول
- غراف الميدان: بتروناس جا شركة اليابان للاستكشافات البترولية المحدودة جابكس
- بدرة حقل: غازبروم وبتروناس، المؤسسة الكورية للغاز (كوجاس) جا TPAO